# Luceria africana
Luceria africana là một loài bướm đêm trong họ Erebidae.